# Hjärtlanda landskommun
Hjärtlanda landskommun var en tidigare kommun i Jönköpings län.

## Administrativ historik
När 1862 års kommunalförordningar trädde i kraft den 1 januari 1863 inrättades i Sverige cirka 2 400 landskommuner samt 89 städer och ett mindre antal köpingar.
Då inrättades i Hjärtlanda socken i Västra härad i Småland denna kommun.
Vid kommunreformen 1952 uppgick den i Sävsjö stad. 
Området ingår sedan 1971 i Sävsjö kommun.